# 비스트마스터: 최강자 서바이벌 (시즌 2)
《비스트마스터: 최강자 서바이벌 시즌 2》(부제: 항복은 없다)은 2017년 넷플릭스에서 방영된 미국의 스포츠 엔터테인먼트 리얼리티 쇼 비스트마스터: 최강자 서바이벌의 두 번째 시리즈로 2017년 12월 15일 공개되었다.

## 형식
각 에피소드에는 비스트(The Beast)라는 장애물 코스를 달리는 12명의 참가자 (각 국가에서 2명)가 있다. 우승자는 비스트마스터(Beastmaster)로 선정된다. 9명의 비스트마스터는 최종 코스에서 경기를 하여 얼티밋 비스트마스터가 된다.

## 참가국
- 중국
- 프랑스
- 인도
- 이탈리아
- 스페인
- 미국

## 코스
시즌 1과 마찬가지로 장애물 코스는 총 4개의 레벨로 나누며, 참가국 6개국에서 2명씩 총 12명이 참가를 하며, 각 레벨 이후에 가장 높은 점수를 받은 참가자는 계속 이동하지만 점수가 가장 낮은 참가자는 탈락한다.
시즌 1과 다른 점은 레벨 1에서 레벨 4까지 점수가 누적되는 것이 큰 차이이다.
점수가 높을수록 상위권을 차지하며, 점수가 동률일 경우, 통과 시간이 빠른 참가자가 상위에 위치한다. 레벨 1에서는 상위 8명이 레벨 2에 진출을 하고, 레벨 3는 상위 5명, 레벨 4에는 상위 2명이 진출을 하게 된다.
레벨 4에서는 2명의 참가자가 경쟁을 하며, 누적 점수를 많이 얻은 참가자가 승리를 하게 된다.
각 에피소드의 우승자는 비스트마스터라는 타이틀로 선정되어 $10,000의 상금과 함께 마지막 에피소드(에피소드 10)에서 서로 경쟁, 여기에서의 우승자는 얼티밋 비스트마스터에 선정되고 $ 50,000의 상금을 수여받는다.

#### 레벨 1
장애물의 각 개별 부분마다 5점이 걸려있으며, 포인트 쓰러스터를 사용하면 추가 포인트 10점를 얻을 수 있다.
- 바이트 포스 - 그라인더로 이어지는 30 °기울기의 플랫폼을 통과한다.
- 그라인더 - 6ft 간격의 3개의 기어를 점프로 이동한다.
- 페이스플랜트 - 45 °각도로 기울어 지는 플랫폼에서 점프로 다음 체인을 잡아 다음 장애물로 이동해야 한다.
- 에너지 코일 - 다양한 높이에 위치한 8개의 기둥형 플랫폼을 뛰어서 이동한다. 포인트 스러스터는 사이드 플랫폼 옆에 있다.
- 데드 볼트 - 회전하는 4개의 매달린 육각 볼트를 뛰어넘어야 한다. 포인트 스러스터는 두 번째 데드 볼트 아래에 있습니다.
- 맥 월 - 압벽등반 벽을 수평으로 이동해 착지 지점으로 도착하면 된다. 주기적으로 자석 홀드가 풀려나 떨어지기 때문에 주의해야 한다. 포인트 쓰러스터는 맥 월 끝에 있다.

제한 시간 6분 안에 각 장애물 구성에 따라 참가자는 총 90점 또는 120점을 얻을 수 있다.

#### 레벨 2
장애물의 각 개별 부분마다 5점이 걸려있으며, 포인트 쓰러스터를 사용하면 추가 포인트 10점를 얻을 수 있다.
- 스파이널 어센트 - 움직이는 5개의 플랫폼을 수직 점프로 올라간다.
- 스파이널 디센트 - 엉켜있는 케이블 웹을 통해 아래로 내려 가야하며, 바닥 구석에 포인트 쓰러스터가 있다.
- 스터머크 천 - 다양한 높이의 3개의 회전 플랫폼을 모두 통과해야 하며, 두 번째 플랫폼에 포인트 쓰러스터가 있다.
- 다이제스티브 트랙 - 아래로 가라앉는 원통을 올라 다음 장애물로 이동해야 한다.
- 드레드밀 - 공중에 매달린 런닝머신 2개를 건너서 다음 장애물로 이동해야 한다.
- 체인 리액션 - 공중에 매달린 체인을 가로질러 건너야 한다. 포인트 스러스터는 중간에 있다.
- 버티브레이스 - 공중에 매달린 5개의 척추 모양의 후프를 통과해 도착 지점으로 이동하며, 두 번째 후프에 포인트 쓰러스터가 있다.

제한 시간 8분 안에 각 장애물 구성에 따라 참가자는 총 150점을 얻을 수 있다.

#### 레벨 3 (에너지 피라미드)
장애물의 각 개별 부분마다 5점이 걸려있으며, 포인트 쓰러스터를 사용하면 추가 포인트 10점를 얻을 수 있으며, 시즌 1과 달리 코스 선택 없이 하나의 코스로 이루어져 있다.
- 이젝터 - 약 22km 속도의 런닝머신 위에서 다음 장애물 코스(프리즘 스트라이크)의 손잡이를 잡아야 한다.
- 프리즘 스트라이크 - 손잡이를 잡고 첫 번째 곡선 트랙을 통과 후, 짧은 직선 구간의 손잡이에 도달해야 하며, 포인트 쓰러스터는 곡선 코스의 중간 지점의 트랙의 측면에 위치한다.
- 코인 크롤 - 9m에 달하는 파이프와 체인으로 만든 구조물을 물에 가라 앉기 전에 통과해야 한다. 포인트 스러스터는 첫 번째 코일 크롤 뒤에 있다.
- 행맨 - 15개의 삼각형 링에 매달려서 이동하며, 이 링은 참가자가 이동하고 나면 위로 상승하며, 포인트 스러스터는 코스의 중간 지점에 있다.
- 파이프라인 - 미끄러지는 핸들을 사용하여 V자형 장애물 끝까지 밀어 올려야 한다.
- 등반 벽 - 최종 플랫폼까지 암벽 등반 벽을 올라야 하며, 포인트 스러스터는 벽 바닥에 있다.

제한 시간 6분 안에 각 장애물 구성에 따라 참가자는 총 155점을 얻을 수 있다.

#### 레벨 4
시즌 1과 달리 이전 레벨의 점수는 유지되며 파워 탭은 없다.
- 리코셰 월 - 참가자들는 6m 높이의 두 벽 사이를 오가며 올라간다.
- 풀 틸트 - 여섯 블록의 손잡이를 잡고 이동하며, 손잡이를 잡을 때 아래로 기울어 진다.
- 머더보드 - 벽에 손잡이를 꽃아서 올라야 하며, 두 개의 포인트 스러스터는 상단과 하단에 위치해 있다.
- 스카이 훅 - 두 개의 손잡이로 여섯 개의 고리를 걸어서 건너야 한다.
- 벤틸레이터 - 10m 높이의 협소한 공간을 온 몸을 이용해서 올라간다. 포인트 스러스터는 코스 중간에 위치해 있다.
- 파워 소스 정상에 마지막 포인트 쓰러스터가 있다.

2명의 참가자가 5분 동안 도전해 가장 많은 누적 점수를 획득하면 승리하게 되며, 동률일 경우, 가장 높이 올라간 참가자가 승리한다.

## 에피소드
- 비스트마스터 우승자
- 레벨 완료
- 탈락

#### Ep.1 - 돌진, 비스트를 향해!
- 리동 (25세, 파쿠르 강사)
- 쩡단 (39세, 재정 자문가)
- 바사 마웸 (32세, 스피드 등반가/형)
- 미카엘 마웸 (26세, 프로 볼더링 선수/동생)
- 비카스 야다브 (25세, 올림픽 복싱 선수)
- 비슈와나트 바스카르 (25세, 역도 챔피언)
- 잔니 굴리엘모 (33세, 태권도 챔피언)
- 루카 리날리 (26세, 토지 측량사)
- 알렉스 세구라 (22세, 마케팅과 학생)
- 로레나 곤잘레스 (34세, 간호사)
- 제시카 힐 (27세, 전문 곡예사)
- 펠릭스 추 (33세, 장애물 경주 선수)

#### 레벨 1
| 참가자              | 점수 | 시간  | 순위 | 결과                  |
| ------------------- | ---- | ----- | ---- | --------------------- |
| 미카엘 마웸         | 105  | 02:58 | 1    | 레벨 1 완료           |
| 바사 마웸           | 105  | 03:02 | 2    | 레벨 1 완료           |
| 루카 리날리         | 105  | 04:01 | 3    | 레벨 1 완료           |
| 리동                | 80   | 03:55 | 4    | 맥 월로 점프 실패     |
| 펠릭스 추           | 75   | 02:27 | 5    | 맥 월로 점프 실패     |
| 알렉스 세구라       | 50   | 01:49 | 6    | 에너지 코일에서 탈락  |
| 비슈와나트 바스카르 | 35   | 01:47 | 7    | 에너지 코일에서 탈락  |
| 잔니 굴리엘모       | 35   | 01:52 | 8    | 에너지 코일에서 탈락  |
| 비카스 야다브       | 25   | 01:19 | 9    | 페이스플랜트에서 탈락 |
| 로레나 곤잘레스     | 10   | 00:22 | 10   | 그라인더에서 탈락     |
| 제시카 힐           | 10   | 00:26 | 11   | 그라인더에서 탈락     |
| 쩡단                | 10   | 00:34 | 12   | 그라인더에서 탈락     |

#### 레벨 2
| 참가자              | 점수 | 시간  | 순위 | 결과                       |
| ------------------- | ---- | ----- | ---- | -------------------------- |
| 미카엘 마웸         | 250  | 05:50 | 1    | 레벨 2 완료                |
| 바사 마웸           | 210  | 07:45 | 2    | 체인 리액션에서 탈락       |
| 루카 리날리         | 165  | 03:14 | 3    | 드레드밀로 착지 실패       |
| 펠릭스 추           | 145  | 02:47 | 4    | 드레드밀에서 착지 실패     |
| 알렉스 세구라       | 130  | 03:05 | 5    | 체인 리액션에서 탈락       |
| 리동                | 120  | 01:24 | 6    | 스터머크 천에서 탈락       |
| 잔니 굴리엘모       | 95   | 03:55 | 7    | 다이제스티브 트랙에서 탈락 |
| 비슈와나트 바스카르 | 45   | 02:27 | 8    | 스파이널 어센트에서 탈락   |

#### 레벨 3
| 참가자        | 점수 | 시간  | 순위 | 결과                       |
| ------------- | ---- | ----- | ---- | -------------------------- |
| 미카엘 마웸   | 345  | 04:14 | 1    | 행맨에서 탈락              |
| 바사 마웸     | 335  | 02:49 | 2    | 파이프라인에서 탈락        |
| 루카 리날리   | 205  | 01:42 | 3    | 행맨에서 탈락              |
| 펠릭스 추     | 150  | 02:32 | 4    | 프리즘 스트라이크에서 탈락 |
| 알렉스 세구라 | 145  | 01:05 | 5    | 프리즘 스트라이크에서 탈락 |

#### 레벨 4
| 참가자      | 점수 | 높이        | 순위 | 결과         |
| ----------- | ---- | ----------- | ---- | ------------ |
| 미카엘 마웸 | 640  | 레벨 4 완료 | 1    | 비스트마스터 |
| 바사 마웸   | 420  | 레벨 4 완료 | 2    | 준우승       |